# パヤパヤパイン
「パヤパヤパイン」とは、1991年6月にNHKの『みんなのうた』で放送された曲。作詞：平良忍、補作詞：風戸強、作曲：鈴木宏昌、編曲：鈴木豪、歌：田中美奈子、実写。

## 概要
画面には南国にあるパイナップルの楽曲。
田中美奈子の初の『みんなのうた』出演作。